# 埃尔弗斯豪森
埃尔弗斯豪森是德国巴伐利亚州的一个市镇。总面积34.91平方公里，总人口2821人，其中男性1400人，女性1421人（2011年12月31日），人口密度81人/平方公里。